# نمایش آزمایشی
نمایش آزمایشی پیش‌نمایش یک فیلم یا مجموعه تلویزیونی قبل از انتشار عمومی آن برای ارزیابی واکنش بینندگان است. بینندگان پیش‌نمایش از میان مقطعی از جمعیت انتخاب می‌شوند و معمولاً از آن‌ها می‌خواهند که پرسش‌نامه‌ای را پر کنند یا به شکلی بازخوردشان را ارائه کنند. هارولد لوید را مبدع این مفهوم می‌دانند که در زمان‌های دور و حتی در سال ۱۹۲۸ این کار را کرد. نمایش آزمایشی برای فیلم‌سازان تازه‌کار توصیه شده‌است؛ «حتی اگر جشنواره‌ای سینمایی به سرعت نزدیک می‌شود.»